# Isocubanit
Isocubanit ist ein selten vorkommendes Mineral aus der Mineralklasse der „Sulfide und Sulfosalze“ mit der chemischen Zusammensetzung CuFe2S3 und damit chemisch gesehen ein Kupfer-Eisen-Sulfid.
Isocubanit kristallisiert im kubischen Kristallsystem und entsteht als Hochtemperatur-Modifikation aus Cubanit. Er findet sich daher meist in Form feiner Krustan an den Rändern von Cubanit, bestehend aus winzigen, idiomorph entwickelten kuboktaedrische Kristallen bis etwa 400 μm Größe, kommt aber auch verwachsen mit Chalkopyrit vor. Die Oberflächen der bronzefarbenen, undurchsichtigen Kriställchen weisen einen metallischen Glanz auf.

## Etymologie und Geschichte
Als synthetisches Produkt wurde Isocubanit bereits 1970 durch Erhitzen von Cubanit dargestellt und kristallographisch analysiert.
In der Natur wurde Isocubanit erstmals in Mineralproben von einem Schwarzen Raucher auf dem sogenannten „TAG-Hügel“ (EPR 21° N) am Ostpazischen Rücken entdeckt. Die Erstbeschreibung erfolgte 1988 durch René Caye, Bernard Cervelle, Fabien Cesbron, Elisabeth Oudin, Paul Picot und François Pillard, die das Mineral in Anlehnung an dessen kubischer (isometrischer) Symmetrie und Verwandtschaft mit Cubanit benannten.
Ein 1989 durch E. Missack, P. Stoffers, A. El Goresy unter der Bezeichnung Isochalkopyrit (englisch Isochalcopyrite) beschriebenes Mineral aus dem südwestlichen Becken des Roten Meeres (Atlantis II Tiefe) wurde 2006 als identisch mit Isocubanit diskreditiert.
Den Begriff Chalkopyrrhotin (englisch Chalcopyrrhotite) prägte erstmals Christian Wilhelm Blomstrand 1870 für ein Material aus Nya Kopparberg in Schweden, das farblich dem Pyrit ähnelte. 1924 konnte das Material durch Per Geijer (1886–1976) als Cubanit identifiziert werden und der Name Chalkopyrrhotin wurde entsprechend diskreditiert. Eine nachfolgende Untersuchung durch die Mineralogische Abteilung des British Museum of Natural History anhand von Topotypmaterial bestätigte, dass es sich um eine Mischung ohne isotropes Material handelte. Nach Paul Ramdohr ist Chalkopyrrhotin identisch mit dem von verschiedenen Forschern als kubischer Cubanit bezeichneten Minerals, der von Ramdohr selbst wiederum als Cubanit II bezeichnet wurde.
Das Typmaterial (Cotyp) des Minerals in der Mines ParisTech (auch École nationale supérieure des mines de Paris, ENSM) in Paris unter der Katalognummer 51272 aufbewahrt.

## Klassifikation
Da der Isocubanit erst 1983 als eigenständiges Mineral anerkannt wurde, ist er in der seit 1977 veralteten 8. Auflage der Mineralsystematik nach Strunz noch nicht verzeichnet.
In der zuletzt 2018 überarbeiteten Lapis-Systematik nach Stefan Weiß, die formal auf der alten Systematik von Karl Hugo Strunz in der 8. Auflage basiert, erhielt das Mineral die System- und Mineralnummer II/C.04-050. Dies entspricht der Klasse der „Sulfide und Sulfosalze“ und dort der Abteilung „Sulfide mit dem Stoffmengenverhältnis Metall : S,Se,Te ≈ 1 : 1“, wo Isocubanit zusammen mit Haycockit, Mooihoekit, Orickit, Putoranit, Talnakhit und Wilhelmramsayit eine unbenannte Gruppe mit der Systemnummer II/C.04 bildet.
Die von der International Mineralogical Association (IMA) zuletzt 2009 aktualisierte 9. Auflage der Strunz’schen Mineralsystematik ordnet den Isocubanit ebenfalls in die Abteilung der „Metallsulfide, M : S = 1 : 1 (und ähnliche)“ ein. Diese ist allerdings weiter unterteilt nach den in der Verbindung vorherrschenden Metallen, so dass das Mineral entsprechend seiner Zusammensetzung in der Unterabteilung „mit Zink (Zn), Eisen (Fe), Kupfer (Cu), Silber (Ag) usw.“ zu finden ist, wo es als einziges Mitglied die unbenannte Gruppe 2.CB.55b bildet.
In der vorwiegend im englischen Sprachraum gebräuchlichen Systematik der Minerale nach Dana hat Isocubanit die System- und Mineralnummer 02.09.13.03. Auch dies entspricht der Klasse der „Sulfide und Sulfosalze“ und dort der Abteilung „Sulfidminerale“. Hier findet er sich innerhalb der Unterabteilung „Sulfide – einschließlich Selenide und Telluride – mit der Zusammensetzung AmBnXp, mit (m+n) : p = 1 : 1“ in der „Cubanitgruppe“ mit der Systemnummer 02.09.13, in der auch Cubanit und Argentopyrit eingeordnet sind.

## Kristallstruktur
Isocubanit kristallisiert kubisch in der Raumgruppe Fm3m (Raumgruppen-Nr. 225) mit dem Gitterparameter a = 5,30 Å sowie 4/3 Formeleinheiten pro Elementarzelle.

## Modifikationen und Varietäten
Isocubanit gehört ähnlich wie der Diamant zu den metastabilen Modifikationen, das heißt, er ist nur oberhalb von 210 °C stabil und müsste sich unterhalb dieser Temperatur wieder in die orthorhombische Modifikation Cubanit umwandeln. Bisher ist es allerdings bei Laborversuchen nicht gelungen, Isocubanit wieder in Cubanit zu überführen.
Neben der Hochtemperatur-Modifikation Isocubanit konnte noch eine Hochdruck-Modifikation mit hexagonaler Symmetrie dargestellt werden. Diese entsteht bei Raumtemperatur unter einem Druck von etwa 3,3 GPa aus orthorhombischem Cubanit.

## Bildung und Fundorte
Isocubanit bildet sich, wenn Cubanit auf 200 bis 270 °C erhitzt wird. Er konnte aber auch durch Erhitzen von Mineralgemengen aus Chalkopyrit und Pyrrhotin sowie Cubanit und Pyrrhotin bei einer Temperatur von über 240 °C synthetisiert werden, mit denen Isocubanit neben Anhydrit, Pyrit, Sphalerit und Wurtzit auch in der Natur vergesellschaftet vorkommt.
Isocubanit findet sich vor allem an untermeerischen Schwarzen Rauchern, aber auch in hydrothermalen Kupfersulfid-Lagerstätten sowie in vulkanischen Bimsablagerungen.
Bisher sind nur wenige Fundorte für Isocubanit bekannt. Neben seiner Typlokalität, dem Schwarzen Raucher „EPR 21° N“, konnte das Mineral am Ostpazifischen Rücken noch in einigen Mineralproben vom Explorer-Rücken, dem Mittel- und Escanaba-Tal sowie aus dem Gebiet des Bent Hills am Juan-de-Fuca-Rücken entdeckt werden. Des Weiteren kennt man Isocubanit aus Mineralproben der Atlantis II Tiefe im Roten Meer sowie einigen Mineralproben vom Mittelatlantischen Rücken wie unter anderem aus den Hydrothermalfeldern Ashadze, Logatchev-1, Rainbow, Snake Pit und Turtle Pits.
In Deutschland trat Isocubanit bisher unter anderem im Steinbruch Deyerling bei Holenbrunn, einem Marmorsteinbruch bei Sinatengrün und in der Grube Bayerland bei Pfaffenreuth (Gemeinde Leonberg) in Bayern sowie am Ettringer Bellerberg in Rheinland-Pfalz auf.
Weitere Fundorte wurden in der italienischen Gemeinde Berceto, am Berg Dzhaltul nahe dem Kureika in der Region Krasnojarsk und die Kupfer-Zink-Lagerstätte Yaman-Kasy im Bezirk Mednogorsk (Ural) in Russland, im Boranja-Erzfeld in Serbien sowie am Vulkan Kīlauea auf Hawaii bekannt.
Daneben konnte das Mineral noch in zahlreichen Meteoriten nachgewiesen werden. So ist auch der bisher einzige zweifelsfrei dokumentierte Fundort für Isocubanit in Österreich ein Meteorit namens Lanzenkirchen, der 1925 nahe der gleichnamigen Gemeinde in Niederösterreich niederging.
Weitere Meteoritenfunde sind unter anderem Kandahar in der gleichnamigen Provinz in Afghanistan, Ehole in der angolanischen Provinz Cunene; Adelie Land in der Antarktis, Malotas im argentinischen Departamento Salavina, Dokachi im Bezirk Dhaka von Bangladesch, Tourinnes-la-Grosse nahe der belgischen Gemeinde Beauvechain, Zavid nahe Zvornik in Bosnien und Herzegowina, Nadiabondi in Burkina Faso, Cobija in Chile, Heredia in Costa Rica, Aarhus und Mern in Dänemark, Valkeala und Bjurböle in Finnland, Djati-Pengilon und Bandong in Indonesien, Yonozu auf der japanischen Insel Honshū, Phum Sambo in Kambodscha, Lixna und Buschhof in Lettland, N'Goureyma in Mali, das Udei-Station-Grüppchen (siehe IAB-Meteoriten) am Benue in Nigeria, Tysnes Island in der gleichnamigen Inselkommune Norwegens, Pultusk in Polen, Monze in Sambia, Jelica in Serbien, Mangwendi in Simbabwe, Bur-Gheluai in Somalia, Sena und Olivenza in den jeweils gleichnamigen Gemeinden Spaniens, Maridi im Südsudan, Přibram in Tschechien, Soroti in Uganda sowie Wold Cottage in der Grafschaft Yorkshire und Appley Bridge in der Grafschaft Lancashire im Landesteil England des Vereinigten Königreichs. Hinzu kommen viele Meteoritenfunde in verschiedenen Regionen von Algerien, Australien, Brasilien, Deutschland, Frankreich, Indien, Italien, Kanada, Rumänien, Russland, Schweden, Südafrika, der Ukraine und den Vereinigten Staaten von Amerika.